# Тетериню
Те́териню (Тетериньш; латыш. Teteriņu ezers) — искусственный водоём (бывшее мельничное озеро) на небольшом левом притоке среднего течения Абавы (правый приток Венты). Располагается на востоке Курземе в северной части Кандавского края на границе города Кандава и Кандавской волости. Относится к бассейну реки Абава. Находится в сосновом бору на высоте 48,5 м над уровнем моря в древней долине реки Абава между Восточно-Курземской и Северо-Курземской возвышенностями. Озеро и прилегающая к нему территория находится в государственной собственности, но в список публичных водоёмов озеро не входит.
Озеро имеет вытянутую форму ориентированную в направлении запад—восток. Восточная оконечность озера заболочена. Площадь водной поверхности 2,4 га. Длина — 380 м, максимальная ширина — 100 м, длина береговой линии около 0,85 км.
Время постройки мельницы и запруды точно неизвестно, но на Специальной карте Западной части Российской Империи 1832 года издания водяная мельница уже обозначена. О мельнице в этом месте также упоминается в адрес-календаре 1912 года, где окружающий озеро сосновый бор указан как место прогулок, проведения пикников и общественных событий. В межвоенный период озеро и прилегающая местность продолжали оставаться популярным местом для отдыха и проведения различных мероприятий: зимой на озере обустраивался каток, на берегу действовала лодочная пристань, в здании мельницы было открыто кафе и проводился рыбный аукцион, айзсарги в прилегающем бору устраивали конные соревнования по верховой езде.

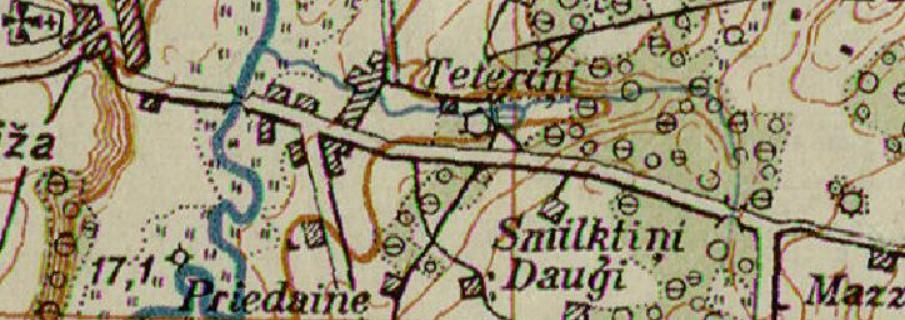
Мельница (⛭) и озеро на латвийской топографической карте 1926 года издания.

Плотина запруды была взорвана в конце Второй мировой войны или незадолго после. Во второй половине 1950-х годов место где находилось мельничное озеро было вновь запружено и разделено на два водоёма, общая площадь которых существенно превосходила предыдущую запруду. Меньший пруд, располагающийся ближе к Кандаве, был переоборудован под бассейн спортивного комплекса при Кандавском сельскохозяйственном техникуме и продолжает действовать до сих пор, также в нём установлены фонтан и скульптурная композиция авторства местного художника Нифонта Кузмина.
В озере водится плотва, горчак. Иногда гнездятся лебеди.
Летом 2011 года в рамках проекта «Atpūtas vietas izveide pie Teteriņa ezera Kandavā», у озера было обустроено место отдыха: насыпан пляж из приморского белого песка, очищено озерное дно у пляжа, установлены кабинки для переодевания, мусорные баки и туалеты; общие затраты на реализацию проекта составили 6271 лат.